# Liste der Bodendenkmäler in Schwaig bei Nürnberg
Auf dieser Seite sind die Bodendenkmäler in der mittelfränkischen Gemeinde Schwaig bei Nürnberg zusammengestellt. Diese Tabelle ist eine Teilliste der Liste der Bodendenkmäler in Bayern. Grundlage ist die Bayerische Denkmalliste, die auf Basis des Bayerischen Denkmalschutzgesetzes vom 1. Oktober 1973 erstmals erstellt wurde und seither durch das Bayerische Landesamt für Denkmalpflege geführt wird. Die folgenden Angaben ersetzen nicht die rechtsverbindliche Auskunft der Denkmalschutzbehörde.

Mit dem Stand vom 3. Juli 2018 sind acht Bodendenkmäler von Schwaig bei Nürnberg in der Bayerischen Denkmalliste eingetragen.

## Hinweise zu den Angaben in der Tabelle
- Spalte Name, Bezeichnung: Bezeichnung des denkmalgeschützten Objektes
- Spalte Ortsteil: Ortsteil, in dem sich das denkmalgeschützte Objekt befindet
- Spalte  Koordinaten: Geografischer Standort
- Spalte Denkmalnummer: Offizielle Denkmalnummer des Bayerischen Landesamts für Denkmalpflege
- Spalte Zeitstellung: Besondere Daten, so weit bekannt oder ableitbar, teilweise auch Datum der Ersterwähnung der Liegenschaft
- Spalte Denkmalumfang, Bemerkung: Nähere Erläuterungen über den Denkmalstatus, den Umfang der Liegenschaft und ihre Besonderheiten

Bis auf die Spalte Bild sind alle Spalten sortierbar.

## Liste der Bodendenkmäler
| Name, Bezeichnung                                                                   | Ortsteil                              | Koordinaten                        | Denkmalnummer | Zeitstellung | Denkmalumfang, Bemerkung | Bild           |
| ----------------------------------------------------------------------------------- | ------------------------------------- | ---------------------------------- | ------------- | ------------ | --- | -------------- |
| Siedlung der späten Bronzezeit                                                      | Behringersdorf/Behringersdorfer Forst | 49° 28′ 54,82″ N, 11° 11′ 11,45″ O | D-5-6533-0092 |              | Am Südufer des Behringersdorfer Sees. Gemeindegrenze zum gemeindefreien Gebiet Behringersdorfer Forst überschreitendes Bodendenkmal |                |
| Siedlung der späten Bronzezeit                                                      | Behringersdorf                        | 49° 28′ 52,76″ N, 11° 11′ 29,36″ O | D-5-6533-0093 |              | |                |
| Brandgräber vor- und frühgeschichtlicher Zeitstellung                               | Behringersdorf                        | 49° 28′ 41,75″ N, 11° 11′ 50,86″ O | D-5-6533-0098 |              | Am Südwestrand von Behringersdorf                                                                                                   |                |
| Gräber der späten Bronzezeit                                                        | Behringersdorf/Behringersdorfer Forst | 49° 29′ 7,13″ N, 11° 11′ 26,02″ O  | D-5-6533-0110 |              | Am Ostufer des Behringersdorfer Sees. Gemeindegrenze zum gemeindefreien Gebiet Behringersdorfer Forst überschreitendes Bodendenkmal |                |
| Mittelalterliche Wasserburg, frühneuzeitliches Schloss                              | Schwaig bei Nürnberg                  | 49° 28′ 26,21″ N, 11° 11′ 8,42″ O  | D-5-6533-0139 |              | Schloss Malmsbach | weitere Bilder |
| Mittelalterliche und frühneuzeitliche Befunde im Bereich des Schlosses Schwaig      | Schwaig bei Nürnberg                  | 49° 28′ 23,75″ N, 11° 11′ 51,04″ O | D-5-6533-0141 |              | Schloss Schwaig |                |
| Mittelalterliche und frühneuzeitliche Befunde im Bereich der Kirche Maria Magdalena | Behringersdorf                        | 49° 28′ 43,93″ N, 11° 12′ 2,56″ O  | D-5-6533-0144 |              | Kirche Maria Magdalena | weitere Bilder |
| Grabhügel vorgeschichtlicher Zeitstellung                                           | Behringersdorf                        | 49° 29′ 9,56″ N, 11° 11′ 50,4″ O   | D-5-6533-0175 |              | |                |